# Octave Merlier
Octave Merlier (griechisch Οκτάβιος Μερλιέ, * 25. Oktober 1897 in Roubaix; † 24. Juli 1976 in Athen) war ein französischer Neogräzist und langjähriger Leiter des Institut français d’Athènes.

## Leben und Wirken
Merlier kam 1908 mit seiner Familie nach Paris. Am Ersten Weltkrieg nahm er als Freiwilliger teil und wurde verwundet. Anschließend studierte er in Paris an der Sorbonne Griechische Sprache und Literatur und an der École pratique des hautes études Sprachwissenschaft bei Antoine Meillet and Joseph Vendryes. 1920 wurde er Dozent an der Sorbonne. 1923 heiratete er die Griechin Melpo Logotheti, die er im Institut Néo-Hellénique kennengelernt hatte, und ging mit ihr zu Beginn des Jahres 1925 nach Griechenland, nachdem er zuvor zwei Jahre am Lycée von Le Havre unterrichtet hatte. Er war zu diesem Zeitpunkt an das Institut français d’Athènes versetzt worden, das von Louis Roussel geleitet wurde. 1938 übernahm er dessen Leitung. Beim Ausbruch des Zweiten Weltkriegs blieb er als geheimer Vertreter Charles de Gaulles in Athen, wurde jedoch 1941 von Kollaborateuren der Deutschen gefangen genommen und im Auftrag der Vichy-Regierung nach Frankreich geschickt. Dort wurde er in Aurillac bis 1944 unter Hausarrest gestellt. 1945 wurde er mit einer von Hubert Pernot angeregten Dissertation über die Sprache des Evangelium nach Johannes promoviert. Nach der Befreiung kehrte er umgehend nach Griechenland zurück und übernahm wieder die Leitung des Institut français d’Athènes. 1960 weigerte er sich, dem französischen Botschafter die Archive des Μικρασιατικό Κέντρο Σπουδών zu übergeben, das er mit seiner Frau Melpo Merlier gegründet hatte. Diese waren im Gebäude des Institut français d’Athènes untergebracht. Seine Weigerung begründete Merlier damit, dass sie Eigentum des griechischen Volkes seien. Das hatte zur Folge, dass er im darauffolgenden Jahr 1961 als Leiter des Institut français d’Athènes abgelöst wurde. Er war daraufhin bis 1971 als Professor für neugriechische Sprache und Literatur an der Universität Aix-en-Provence tätig. Dort gab er von 1968 an die Zeitschrift Revue des études néo-helléniques (Éditions Ophrys) heraus. Merlier ist auf dem Πρώτο Νεκροταφείο Αθηνών bestattet. Die Ehe blieb kinderlos.
1964 wurde Merlier zum korrespondierenden Mitglied der Akademie von Athen gewählt. Die Bibliothek und die Mediathek des Institut français d’Athènes tragen ebenso wie eine Straße, die am Institut vorbeiführt, seinen Namen.
Merlier gilt als literaturwissenschaftlicher Entdecker des Erzählers Alexandros Papadiamantis. Er beschäftigte sich auch mit griechischen Dichtern wie Angelos Sikelianos, Dionysios Solomos, Kostis Palamas und Giorgos Seferis.

## Schriften (Auswahl)
Monographien
- Le Quatrième Évangile (La question johannique). Presses Universitaires de France, 1961 (Études néo-testamentaires, 2; = thèse pour le doctorat ès lettres présentée le 14 avril 1945 à la Faculté des lettres de l'université de Paris). – Rez. von J. E. Ménard, in: Revue de l'histoire des religions 163, 1963, S. 260–262, (online).
- Itinéraires de Jésus et chronologie dans le Quatrième Évangile. 1961 (Études néo-testamentaires, 2a). – Rezension wie beim Vorhergehenden.
- mit Melpo Merlier: Ο τελευταίος ελληνισμός της Μικράς Ασίας. Έκθεση του έργου του Κέντρου Μικρασιατικών Σπουδών, 1930–1973. Κατάλογος. Le dernier hellénisme d'Asie mineure. Introduction à l'exposition du Centre d'études d'Asie mineure de Melpo Merlier. Centre d'études d'Asie mineure, Athen 1974.
- Παπαδιαμάντης και Σκιάθος. Φωτογραφίες του Οκτάβιου Μερλιέ. Athen 1991.
- Πασχάλης Μ. Κιτρομηλίδης (Hrsg.): Η μικρασιατική καταστροφή: 15 συγκλονιστικές μαρτυρίες ανθρώπων που έζησαν τη φρίκη του ξεριζωμού. Κέντρο Μικρασιατικών Σπουδών, Athen 2008.

Artikel
- Avant l’aube. In: Nea Estia 1174, 15. Juni 1976, 749–750, (online)
- « Onoma » et « en Onomati » dans le Quatrième Évangile. In: Revue des Études Grecques 47, 1934, S. 180–204, (online).
- Le remplacement du datif par le génitif en grec moderne. In: Bulletin de correspondance hellénique 55, 1931, S. 207–228, (online).

Herausgeberschaften und Vorworte
- Α. Παπαδιαμάντη Γράμματα. Με πρόλογο και σημειώσεις Octave Merlier. Βιβλιοπωλείον Ιωάννου Σιδέρη, Athen 1934, (online).
- Quinze lettres franc̜aises de Valaoritis. Présentées et publiées par Octave Merlier. Institut franc̜ais d'Athènes, Athen 1956.
- Dionysios Solomos: Éloge de Foscolo et autres textes. Traduction de Joseph Peretti. Introduction Octave Merlier. Institut Français d'Athènes, Athen 1957. – (Μελέτη για το εγκώμιο του Φώσκολου και για τα τελευταία ιταλικά ποιήματα του Σολώμου)
- Konstantinos Tsatsos: La philosophie sociale des grecs anciens. Traduit du grec par Fernand Duisit. Avant-propos par Octave Merlier. Nagel, 1971. – (Η κοινωνική φιλοσοφία των αρχαίων Ελλήνων. 1962)
- (Hrsg.): Nouvelles grecques. Vingt-neuf récits de vingt-trois auteurs grecs contemporains. Choix, introduction et notices biographiques d'Octave Merlier. Klincksieck, Paris 1972.

Übersetzungen aus dem Neugriechischen
- Alexandre Papadiamandis: Skiathos, île grecque. Nouvelles. Preface Octave Merlier. Les Belles Lettres, Paris 1934.
- Angelos Sikelianos: Le Serment sur le Styx, Cinq poèmes de Sikélianos, 1941–1942. Ikaros, Athen 1946. – (Ο όρκος της Στυγός)
- Nikos Kazantzakis: Ascèse: Salvatores Dei. Institut Français d'Athènes, Athen 1951. – (Η ασκητική)
- Giorgos Seferis: Trois jours dans les églises rupestres de Cappadoce. Institut Français d'Athènes, Athen 1953; Neuauflage Centre D’ Études D’Asie Mineure, Athen 2000. – (Τρεις μέρες στα μοναστήρια της Καππαδοκίας. Übersetzung in Zusammenarbeit von Giorgos Seferis).
- Angelos Sikelianos: Poèmes akritiques; La mort de Digénis: tragédie. Adaptation française par Octave Merlier; bois de Spyro Vassiliou. Institut Français d'Athènes, Athen 1960. – (Ακριτικά – Χριστός Λυόμενος. Ο θάνατος του Διγενή)
- Kostis Bastias: Captain Anghelis: nouvelle. Ekdotiki Athinon, Athen 1970. – (Ο καπετάν Αγγελής)
- Konstantinos Tsatsos: Dialogues au monastère. Les Belles Lettres, Paris 1976. – (Διάλογοι σε μοναστήρι)
- Petros Charis: Avant l'aube et autres récits. Nouvelles. Les Belles Lettres, Paris 1976.
- Jeanne Tsatsos: Le Cycle de l’horloge suivi de Elegie. Preface de Pierre Emmanuel. Traduit par Octave Merlier et N. Coutouzis. Frontispice de Hatzikyriakos - Gikas. Editions Saint-Germain-Press, Paris 1978.
- Dionysios Solomos: La vision prophétique du moine Dionysios, ou, La femme de Zante. Essai d’anastylose de l'oeuvre. Preface Paschalis M. Kitromilidis. Les Belles Lettres, Paris 1987.